# Dungeons & Dragons
Dungeons & Dragons, w skrócie D&D lub DnD (ang. Lochy i Smoki) – uważana za prekursora gatunku fabularna gra fantasy zaprojektowana przez Gary’ego Gygaxa i Dave’a Arnesona, po raz pierwszy opublikowana w 1974 przez Tactical Studies Rules (TSR). Aktualnie grę wydaje Wizards of the Coast, przedsiębiorstwo zależne od Hasbro. Wywodzi się ona z miniaturowych gier figurkowych, jako wariant gry Chainmail zawierającej zbliżony system rozgrywki. Publikacja D&D jest szeroko uznawana za początek nowoczesnych gier RPG i, co więcej, całego przemysłu gier fabularnych.
Gracze D&D tworzą swoje postacie biorące udział w wyimaginowanych przygodach w scenerii fantasy. Mistrz Podziemi (lub Mistrz Gry) spełnia rolę prowadzącego rozgrywkę; opisuje rzeczywistość widzianą przez poszczególne postaci i dba o porządek w trakcie rozgrywki, zajmuje się także scenerią gry. Podczas każdej sesji, gracze wysłuchują opisów otoczenia odgrywanych przez siebie postaci, a także dodatkowych informacji i potencjalnych wyborów od Mistrza Gry, następnie opisują reakcje postaci. Bohaterowie zwykle tworzą drużyny, które wzajemnie oddziałują na osoby zamieszkujące opisany świat (i siebie nawzajem). Wspólnie znajdują rozwiązania problemów, biorą udział w bitwach oraz zdobywają skarby i wiedzę. Podczas gry postaci zyskują punkty doświadczenia, dzięki którym stają się coraz potężniejsze z sesji na sesję. D&D w przeciwieństwie do wargamingu przypisuje każdemu graczowi określoną fikcyjną postać, zamiast oddziału wojskowego. Miniaturowe figurki lub znaczniki, umieszczone na planszy z widoczną siatką, są często używane do przedstawienia tych bohaterów.
Wczesny sukces Dungeons & Dragons doprowadził do rozprzestrzenienia się podobnych systemów, takich jak Tunnels and Trolls, Traveller i RuneQuest. Pomimo konkurencji, D&D dominuje na rynku gier role-playing, silnie utrzymując swoją pozycję. W 1977, gra została podzielona na 2 wersje: prostszą Dungeons & Dragons i bardziej złożoną Advanced Dungeons & Dragons (w skrócie AD&D lub ADnD). 2. Edycja AD&D została opublikowana w 1989. W 2000, prostsza wersja gry została wycofana i skomplikowana wersja gry została przemianowana na Dungeons & Dragons wraz z wydaniem jej 3 edycji. W czerwcu 2003 wydano edycję 3.5. Dungeons & Dragons – 4. Edycja, lub D&D4e, została opublikowana 6 czerwca 2008. W 2012 r. linia wydawnicza 4. edycji została zamknięta, a WotC zapowiedział kolejną wersję, nazywaną początkowo D&D Next. Ostatecznie piąta edycja zadebiutowała w 2014 roku.
Od 2006, Dungeons & Dragons pozostaje najpopularniejszą i najlepiej sprzedającą się grą RPG. Szacuje się, że 20 milionów osób grało w nią i wydało ponad miliard dolarów na książki oraz wyposażenie do niej. Dungeons & Dragons poza grą jest znane z produktów marki D&D, odniesień w kulturze popularnej a także kontrowersji, które przyniosły grze rozgłos, szczególnie afera w latach osiemdziesiątych XX wieku, fałszywie odwołujących D&D do satanizmu i samobójstwa.

## Przebieg rozgrywki

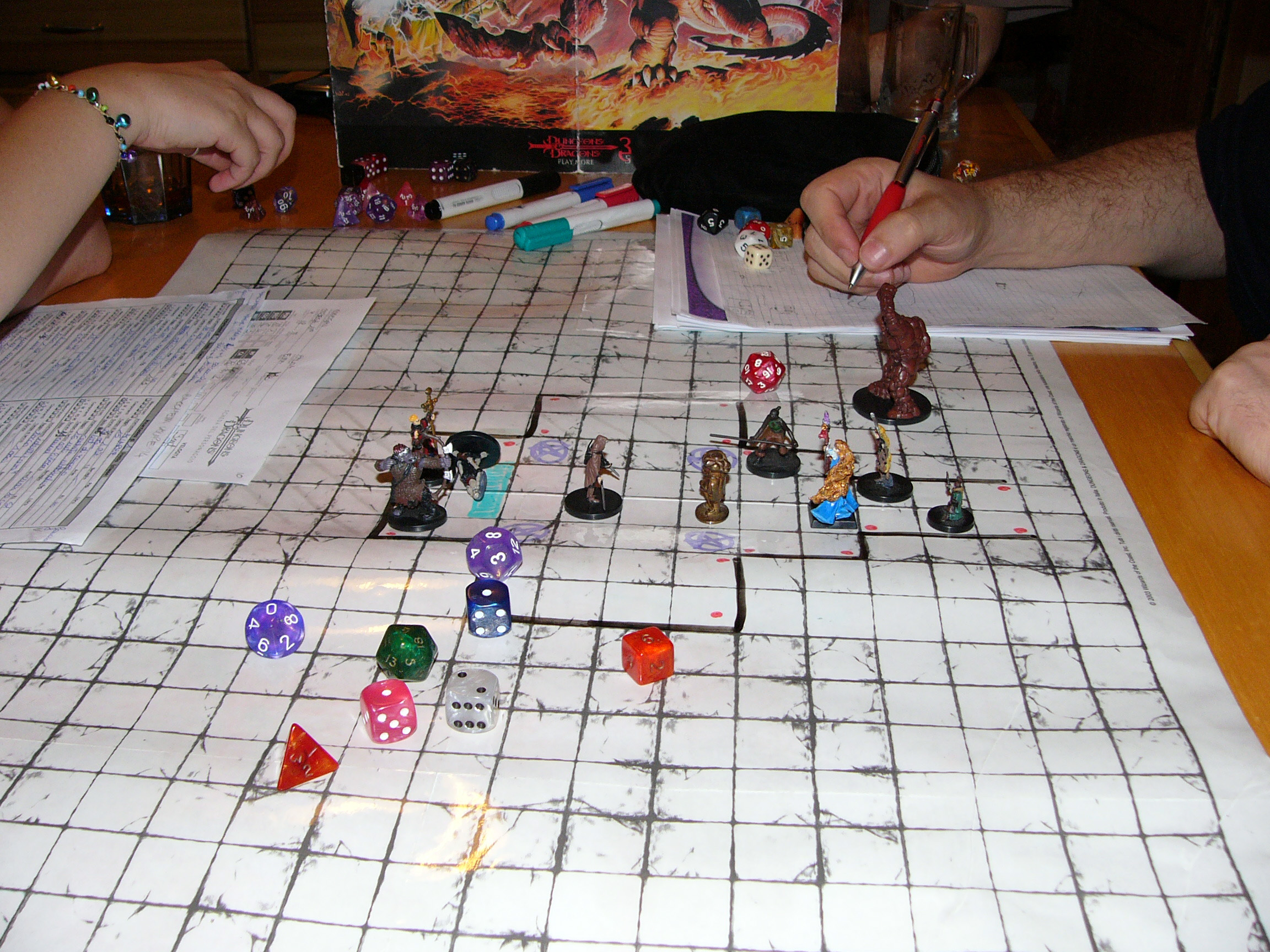
Sesja gry w D&D

Dungeons & Dragons jest grą fabularną (RPG). Zwykle rozgrywka ma miejsce w zamkniętym pomieszczeniu a jej uczestnicy siedzą przy stole. Zazwyczaj, każdy gracz kontroluje tylko jedną postać, reprezentującą indywidualny charakter w fikcyjnym świecie gry. Grupa postaci graczy (PG) jest nazywana 'drużyną' poszukiwaczy przygód, w której zwykle każdy jej członek ma określoną specjalność. Podczas sesji, każdy gracz kieruje działaniami swojego bohatera i jego interakcją z pozostałymi postaciami w grze. Gra często jest odgrywana jako seria spotkań jako kompletna fabuła, a następnie wiele powiązanych fabuł, określanych razem jako 'kampanię'.
Rezultaty podejmowanych przez drużynę decyzji oraz przebieg fabuły są określone przez Mistrza Podziemi (MP, ang. DM) zgodnie z regułami gry oraz ich interpretacją Mistrza. MP wybiera i opisuje różnorodnych bohaterów niezależnych (BN, lub ang. NPC) napotykanych przez drużynę, otoczenie, w którym dochodzi do spotkania, oraz jego następstwa, na podstawie wyborów i działań podejmowanych przez graczy. Spotkania często przybierają formę walk z potworami – ogólny termin używany w D&D do przedstawienia potencjalnie wrogich istot takich jak zwierzęta lub mityczne stwory. Rozległe zasady gry, które obejmują rozmaite tematy takie jak stosunki społeczne, użycie magii, walkę, i oddziaływanie środowiska na bohaterów graczy—pomagają Mistrzowi Podziemi w podejmowaniu decyzji. MP może odstąpić od zasad określonych przez podręczniki lub stworzyć własne, jeśli uważa to za konieczne.
Najnowsze wersje reguł gry są szczegółowo opisane w trzech podręcznikach źródłowych: Podręczniku Gracza, Przewodniku Mistrza Podziemi i Księdze Potworów. Zestaw Dungeons & Dragons Gra Przygodowa zawiera skrócone zasady dla początkujących, chcących poznać D&D.
Przedmioty niezbędne do gry to podręczniki, karta postaci dla każdego gracza oraz wielościenne kostki. Najnowsze edycje obejmują także, lecz nie wymagają, użycie figurek lub znaczników na powierzchni z siatką kartograficzną; przedmiotów, które były opcjonalne w starszych edycjach. Dostępnych jest wiele fakultatywnych akcesoriów urozmaicających grę, takich jak rozszerzające podręczniki, gotowe fabuły i różnorodne światy.

### Mechanika gry

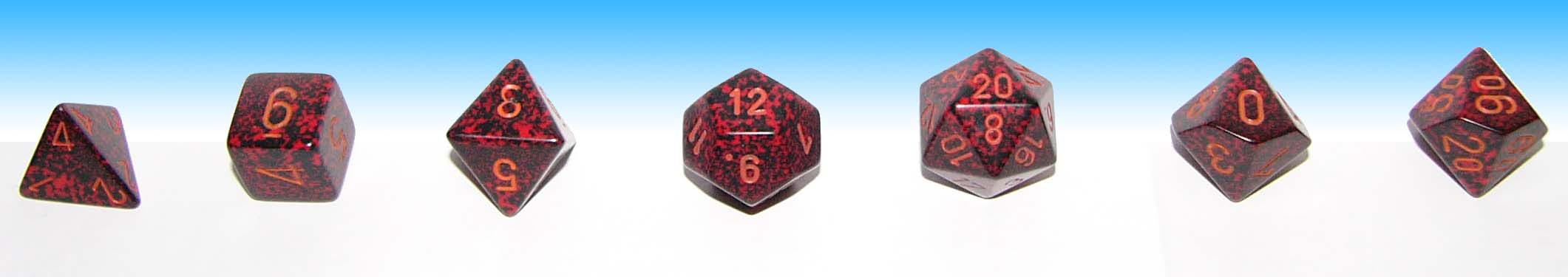
W D&D używa się wielościennych kości do gry by określić wypadki losowe. Od lewej: k4, k6, k8, k12, k20 oraz dwie kości k10, z których dwie ostatnie używane są jako k100, k% lub kość percentylowa.

Przed rozpoczęciem gry, każdy gracz tworzy swoją postać i zapisuje szczegóły (opisane niżej) na karcie postaci. Na początku, gracz wpisuje współczynniki określające cechy bohatera: Siłę, Budowę, Zręczność, Inteligencję, Mądrość, i Charyzmę. Każda edycja gry proponuje różnorodne metody przyznawania tych statystyk; od 4. Edycji, gracze zwykle przypisują poszczególne wartości cech z listy lub „kupują” je za punkty. Następnie, gracz wybiera rasę (gatunek) postaci, taki jak np. człowiek lub elf, klasę (zajęcie; pełnioną funkcję) taką jak np. wojownik lub czarodziej, charakter – moralno-etyczne poglądy, których skrótowa nazwa może składać się z określenia Dobry lub Zły, Chaotyczny lub Praworządny, a także wszelkich kombinacji ze słowem „Neutralny”, np. Chaotyczny Neutralny (w skrócie: CN), i wiele umiejętności i atrybutów poprawiających podstawowe zdolności postaci. Dodatkowy wątek poboczny, nieokreślony specyficznymi zasadami, jest także często używany do późniejszego rozwinięcia bohatera.
Podczas gry, gracze opisują zaplanowane akcje swoich postaci, takie jak zadanie ciosu przeciwnikowi lub otwarcie zamku wytrychem, i rozmawiają, odgrywając swoją postać, z MP, który następnie opisuje rezultat działania lub odpowiedź. Błahe czynności, takie jak podniesienie listu lub otwarcie niezaryglowanych drzwi, są zwykle automatycznie uznawane za udane. Rezultaty bardziej złożonych lub ryzykownych działań są określane przez rzut kością. Czynniki wpływające na wynik działania to atuty i umiejętności postaci i poziom trudności zadania. W okolicznościach, w których bohater nie ma kontroli nad przebiegiem wydarzeń, takich jak uruchomienie pułapki lub działanie efektu magicznego, można użyć rzutu ratunkowego, aby określić, czy otrzymane obrażenia są zredukowane lub udaje się ich uniknąć. W tym przypadku na szansę na odniesienie sukcesu wpływa klasa postaci, jej poziom i (w 3. Edycji) zdolności.
Wraz z przebiegiem gry, każda postać rozwija się i zmienia z czasem, kiedy zdobywa doświadczenie. Bohaterowie zdobywają (a czasem też tracą) punkty doświadczenia (PD), umiejętności i majątek, oraz mogą nawet zmienić sojusz lub dodają poboczne klasy postaci. Sposobem na rozwój postaci jest zdobywanie punktów doświadczenia (PD, ang. XP/EXP), które ma miejsce po pokonaniu wroga, lub wykonaniu trudnego zadania. Zdobycie odpowiedniej liczby PD pozwala postaci na awans na kolejny poziom, który zapewnia bohaterowi poprawione zdolności klasowe, atuty i umiejętności. Punkty doświadczenia można także stracić w niektórych okolicznościach, takich jak potyczki ze stworzeniami, które wysysają energię życiową, lub przez użycie pewnych magicznych mocy, wymagających zapłaty w PD.

## Historia

### Początki
Wyewoluowała ona ze strategicznej gry wojennej Chainmail, bazującej na planszach podzielonych na sześciokątne pola (powszechnie nazywane hexami). Trzecia edycja opiera się na mechanice d20 i pozwala na grę w różnorodnych światach fantasy. Gra była pierwotnie wydawana przez Tactical Studies Rules (TSR, później TSR Hobbies), wydawnictwo specjalizujące się w grach wojennych. W latach 90. firma straciła płynność finansową i została wykupiona przez firmę Wizards of the Coast (WotC), która tym samym nabyła prawa do marki Dungeons and Dragons.
WotC najpierw wydało ponowione wersje podręczników podstawowych drugiej edycji Advanced Dungeons and Dragons, kilka własnych dodatków, by na przełomie wieków wydać już własną trzecią edycję gry (przy czym warto zauważyć, że nazwa brzmi Dungeons and Dragons 3rd Edition, podczas gdy ewolucja szła w następującym toku: Dungeons and Dragons → Advanced Dungeons and Dragons → Advanced Dungeons and Dragons 2nd Edition; nie ma tu więc logicznej kontynuacji, bowiem nigdy nie było drugiej edycji Dungeons and Dragons jako takiego.

### Edycje 3.0 i 3.5
Wydanie trzeciej edycji D&D miało również znaczny wpływ na cały świat gier fabularnych, bowiem mechanikę d20 o którą gra jest oparta, udostępnionej na Licencji Otwartej Gry (Open Gaming License). Dzięki temu inni wydawcy mogą publikować własne dodatki kompatybilne z systemem bez konieczności występowania każdorazowo o licencję. Chcąc skorzystać z dużej popularności trzeciej edycji D&D, wydawcy innych gier fabularnych skonwertowali swoje gry na mechanikę d20, by stworzyć równoległą do opartych na własnej mechanice swoich gier linię d20. Wizards of the Coast wyłożyło również pewną sumę pieniędzy, by licencjonować jedne z bardziej kasowych tytułów (Gwiezdne wojny oraz Zew Cthulhu), a następnie wydać pod sztandarem d20. Czwarta edycja korzysta z ograniczonej licencji GSL nie pozwalającej na wydawanie nowych systemów.
W Polsce, edycja 3.0 została przygotowana przez Wydawnictwo ISA. Podstawowa wersja gry pozwala na wcielenie się w fikcyjną postać – może to być człowiek, lub przedstawiciel jednej z fantastycznych ras: (elf, półelf, krasnolud, niziołek, gnom, półork). Bohater może rozwijać jedną z dostępnych klas postaci (profesji). Dostępne klasy to: wojownik, barbarzyńca, paladyn, mnich, czarodziej, zaklinacz, kapłan, druid, bard, łotrzyk czy tropiciel. Kolejne dodatki wprowadzają dodatkowe możliwości wyboru. Najpopularniejsze światy (lub z angielskiego settingi) w których może toczyć się rozgrywka to Zapomniane Krainy (Forgotten Realms), Greyhawk (podstawowy świat Edycji 3.0 i 3.5), Planescape, Smocza Lanca (Dragonlance), Dark Sun, Spelljammer, czy najnowszy, pochodzący od WotC Eberron. Trzecia edycja i mechanika d20 przyniosły równie wiele światów, często konwertowanych z innych gier – tak fabularnych jak Gasnące Słońca, Rokugan (świat gry Legenda 5 Kręgów) czy Deadlands jak i komputerowych np. Diablo II, Warcraft i Everquest.
Dungeons and Dragons revised, lub edycja 3.5 to nowe wydanie podręczników, z poprawionymi błędami oraz bardziej wyważonymi klasami podstawowymi. Klasa tropiciela została np. napisana właściwie od nowa, i praktycznie każda klasa korzysta z awansowania na kolejne poziomy. Uproszczono też nieco zasady walki, dodano kilka nowych czarów.
Podręcznik Mistrza Podziemi wzbogacono o opis planów, przydatne mapy podłóg oraz wiele opcjonalnych zasad. W poprawionej wersji Księgi Potworów wiele bestii opisano na nowo, kierując się nie konwersją z oryginalnych zasad D&D, ale rolą potwora w świecie gry. Pojawiły się też zasady, które jednoznacznie kodyfikują możliwości grania potworami, oraz porady do tworzenia nowych stworzeń.
Poza podręcznikami podstawowymi wydano w Polsce książkę Czarci Foliał dodający wiele nowych potworów, a także Przewodnik gracza po Faerunie oraz DRAGONLANCE opis świata.

### Edycje czwarta i piąta
6 czerwca 2008 nastąpiła premiera czwartej edycji gry, Dungeons and Dragons 4th Edition. Wydanie piątej edycji nastąpiło w 2014 roku. W 2024 roku ma się pojawić duża aktualizacja reguł 5. edycji, porównywana do wersji 3.5, będącej rozwinięciem trzeciej edycji.

## Źródła inspiracji i zapożyczenia
- W pierwszym wydaniu Dungeons & Dragons występuje szereg nawiązań i aluzji do starożytnych mitologii (przede wszystkim greckiej i egipskiej), dzieł Roberta E. Howarda, Howarda Phillipsa Lovecrafta, Jacka Vance’a.
- Gygax twierdził, że Władca Pierścieni był tylko w niewielkim stopniu inspiracją D&D (właściciele praw autorskich przeforsowali zmiany nazw: z hobbita na niziołka, enta na drzewca, i balroga na balora), nawiązania do którego włączył w celach marketingowych[44][45].

## Wydane w Polsce podręczniki do Dungeons and Dragons

### Podręczniki do 3. edycji
- Podręcznik Gracza (Player's Handbook) – jeden z trzech podstawowych podręczników, zawiera wszelkie najważniejsze zasady niezbędne do gry. Wydano też poprawioną wersję do edycji 3.5.
- Księga Potworów (Monster Manual) – drugi z podstawowych podręczników, zawiera opis potworów z którymi mogą zmierzyć się gracze. Wydany także w edycji 3.5.
- Przewodnik Mistrza Podziemi (Dungeon Master's Guide) – trzeci z podstawowych podręczników, zawierający materiały dla prowadzących grę. Wydano wersję 3.5
- Bastion Straconych Dusz (Bastion of Broken Souls) – przygoda
- Bezsłoneczna Cytadela (The Sunless Citadel) – przygoda
- Bóstwa i Półbogowie (Deities and Demigods) – dodatek o bóstwach i religiach
- Czarci Foliał (Fiend folio) – dodatek należący do serii bestiariuszy, zawierający opis m.in. czarcich stworów i przeciwników pochodzących z innych planów.
- D&D Gra Przygodowa (D&D Adventure Game) – uproszczona wersja gry, mająca formę zbliżoną do gry planszowej, przeznaczona dla osób niemających wcześniej styczności z Dungeons and Dragons.
- Ekran Mistrza Podziemi (Dungeon Master's Screen) – kartonowy ekran z tabelkami pomocnymi dla Mistrzów Podziemi
- Głęboki Horyzont (Deep Horizon) – przygoda
- Głos w Snach (The Speaker in Dreams) – przygoda
- Kompendium Potworów: Potwory Faerunu (Monster Compendium: Monsters of Faerûn) – kolejny z serii bestiariuszy, dotyczący potworów występujących głównie w świecie Zapomnianych Krain
- Krainy Wschodu (Oriental Adventures) – dodatek pozwalający rozgrywać przygody na fantastycznym dalekim wschodzie
- Księga Broni i Ekwipunku (Arms and Equipment Guide) – dodatek traktujący o ekwipunku i uzbrojeniu
- Księga i Krew (Tome and Blood: A Guidebook to Wizards and Sorcerers) – dodatek skupiający się na postaciach czarodziejów i zaklinaczy
- Księga Planów (Manual of the Planes) – dodatek traktujący o planach równoległych
- Księga Plugawego Mroku (Book of Vile Darkness) – dodatek skupiający się na naturze zła w grze
- Księga Potworów II (Monster Manual II) – drugi z bestiariuszy, przedstawiający opis kolejnych potworów
- Księga Wyzwań (Book of Challenges: Dungeon Rooms, Puzzles, and Traps) – dodatek z poradami dotyczącymi potyczek, pułapek itp. skierowany do mistrzów podziemi
- Kuźnia Gniewu (The Forge of Fury) – przygoda
- Miecz i Pięść (Sword and Fist: A Guidebook to Monks and Fighters) – dodatek skupiający się na postaciach mnichów i wojowników
- Obrońcy Wiary (Defenders of the Faith: A Guidebook to Clerics and Paladins) – dodatek skupiający się na postaciach kapłanów i paladynów
- Pieśń i Cisza (Song and Silence: A Guidebook to Bards and Rogues) – dodatek skupiający się na postaciach bardów i łotrzyków
- Podręcznik Przygód Epickich (Epic Level Handbook) – dodatek skierowany do graczy, których postaci przekroczyły 20 poziom
- Podręcznik Psioniki (Psionics Handbook) – dodatek zawierający informacje i zasady pomocne we wprowadzeniu do gry psioniki
- Poradnik Budowniczego Twierdz (Stronghold Builder's Guidebook) – dodatek traktujący o zamkach i innych (często fantastycznych) budowlach
- Powrót do Świątyni Złych Żywiołów (Return to the Temple of Elemental Evil) – „superprzygoda”, powiązana fabularnie z Temple of Elemental Evil z pierwszej edycji D&D. Pozwala na awans od 4 do 14 poziomu. Autor Monte Cook.
- Serce Wieży Nocnego Kła (Heart of Nightfang Spire) – przygoda
- Stojący Kamień (The Standing Stone) – przygoda
- Władca Żelaznej Fortecy (Lord of the Iron Fortress) – przygoda
- Władcy Dziczy (Masters of the Wild: A Guidebook to Barbarians, Druids, and Rangers) – dodatek skupiający się na postaciach barbarzyńców, druidów i tropicieli

W Polsce wydano także podręczniki do świata Zapomnianych Krain.

### Podręczniki do 4. edycji
Książki do 4 edycji Dungeons and Dragons zostały ponownie wydane przez wydawnictwo ISA. 
- Podręcznik Gracza (Player's Handbook) – pierwszy z trzech podręczników podstawowych wykorzystywanych w Dungeons and Dragons. Zawiera w sobie najważniejsze zasady działań w grze oraz tworzenia bohaterów.
- Przewodnik Mistrza Podziemi (Dungeon Master's Guide) – drugi z trzech podręczników podstawowych. Zamieszczono w nim materiały dla Mistrza Gry, potrzebne do prowadzenia rozgrywki.
- Księga Potworów (Monster Manual) – ostatni z trzech podręczników podstawowych. Zamieszczono w nim opis fabularny oraz mechaniczny występujących w grze potworów.

### Podręczniki do 5. edycji
Książki do 5 edycji Dungeons and Dragons zostały wydane przez wydawnictwo Rebel. 
- Zestaw Startowy (Starter Set) - wydawany w kartonowym pudełku zestaw, który zawiera w sobie skrót zasad z rozgrywki oraz przygodę Zaginiona Kopalnia Phandelvera wraz z zestawem kostek i kart postaci.
- Podręcznik Gracza (Player's Handbook) – pierwszy z trzech podręczników podstawowych wykorzystywanych w Dungeons and Dragons. Zawiera w sobie najważniejsze zasady działań w grze oraz tworzenia bohaterów.
- Przewodnik Mistrza Podziemi (Dungeon Master's Guide) – drugi z trzech podręczników podstawowych. Zamieszczono w nim materiały dla Mistrza Gry, potrzebne do prowadzenia rozgrywki.
- Księga Potworów (Monster Manual) – ostatni z trzech podręczników podstawowych. Zamieszczono w nim opis fabularny oraz mechaniczny występujących w grze potworów.
- Wybrzeże Mieczy (Sword Coast Adventurer's Guide) – dodatek opisujący Wybrzeże Mieczy oraz w niewielkim stopniu inne krainy Faerûnu.
- Klątwa Strahda (Curse of Strahd) – przygoda.
- Dungeons & Dragons: Baldur's Gate - Zstąpienie do Avernusa - przygoda.
- Xanathara przewodnik po wszystkim (Xanathar's Guide to Everything) - dodatek rozszerzający podstawowe zasady. Zamieszczono w nim m.in. nowe podklasy, przedmioty, czary czy zasady pozwalające na wygenerowanie przeszłości bohatera[46].

## Najbardziej znane settingi D&D
- Al'Qadim – setting do AD&D, przedstawiający fantastyczną wersję Arabii, czyli Krainę Losu – Zakharę, stylizowaną na świat znany z „Księgi tysiąca i jednej nocy”. Zakhara stanowi egzotyczną część Zapomnianych Krain, podobnie jak orientalny Kara-Tur albo mezoamerykańska Maztica. Nie jest już wydawany.
- Birthright – bohaterowie tego świata są szlachcicami i jednym z ich zadań jest dowodzenie swoimi rodami szlacheckimi. Nie jest wydawany.
- Dark Sun – świat zniszczony przez wojnę między ludźmi i innymi rasami. Bardzo powszechna jest w nim psionika. Oficjalnie reaktywowany w Dragon Magazine oraz na stronie Athas.org
- Dragonlance – świat ukształtowany przez wojnę między Takhisis i Paladinem, bogami dobra i zła. Wydany w Polsce.
- Zapomniane Krainy (Forgotten Realms) – najbardziej znany setting do D&D, wykorzystany między innymi w takich grach komputerowych jak Baldur’s Gate, Icewind Dale, czy Neverwinter Nights. Wydany w Polsce.
- Greyhawk – pierwszy wydany świat do AD&D. Wydany w Polsce.
- Lankhmar – setting wydany w 1985 na podstawie książek Fritza Leibera, w Polsce stosunkowo mało popularny. Wznowiony w 1993 oraz, pod zmienioną nazwą („New Adventures of Fafhrd and Gray Mouser”), w 1996 roku.
- Mystara – pusty w środku świat pozbawiony bogów, naznaczony straszliwą zarazą. Nie jest już wydawany.
- Planescape – (meta)świat umożliwiający rozgrywanie przygód w mieście łączącym wszystkie plany kosmologii D&D. Świat zastąpiła seria dodatków poświęcona rozmaitym planom.
- Ravenloft – niewielki świat rządzony przez potężne wampiry. Setting horror. Wydany za granicą, nie ma polskiej wersji językowej.
- Rokugan – konwersja Legendy Pięciu Kręgów na realia d20, zastąpiła Kara-Tur z Forgotten Realms i świat DragonFista. Wydano polską wersję podręcznika: Krainy Wschodu.
- Spelljammer – przestrzeń kosmiczna D&D – magiczne podróże kosmiczne.
- Eberron – quasi-steampunkowy świat D&D. Zakończyła się tam właśnie wielka wojna, która posunęła rozwój magii do przodu, wprowadzając magiczną kolej czy samoświadome golemy.
- Exandria – jeden z nowszych settingów D&D. Stworzony przez aktora głosowego Matta Mercera na potrzeby Critical Role.

## Adaptacje

### Seriale
- Lochy i smoki - serial animowany (1983-1985)
- Critical Role - serial internetowy (od 2015)
- Legenda Vox Machiny - serial animowany (2022), adaptacja pierwszej kampanii Critical Role

### Filmy
- Lochy i smoki (2000)
- Lochy i smoki: Klątwa smoka (2005)
- Dungeons & Dragons: The Book of Vile Darkness (2012)
- Dungeons & Dragons: Złodziejski honor (2023)